# Xã Lakeville, Quận Dickinson, Iowa
Xã Lakeville (tiếng Anh: Lakeville Township) là một xã thuộc quận Dickinson, tiểu bang Iowa, Hoa Kỳ. Năm 2010, dân số của xã này là 1.198 người.